# Monumento en recuerdo de las víctimas de la pandemia de COVID-19 (Madrid)
El monumento en recuerdo de las víctimas de la pandemia del COVID-19 es una obra conmemorativa situada en la ciudad de Madrid en honor a los fallecidos como consecuencia de la pandemia de COVID-19.

## Historia
Este monumento fue inaugurado el 15 de mayo de 2020, festividad de San Isidro. Se sitúa en una isleta de la Calle Alcalá, frente al Palacio de Cibeles. El arquitecto Carlos Rubio Carvajal fue el encargado del diseño del monumento. Se trata de una pieza circular de acero negro de casi dos metros de diámetro que reposa sobre un prisma, también de acero. Sobre la pieza circular se encuentra la inscripción «Vuestra llama nunca se apagará en nuestro corazón», inscripción que también aparece en una placa colocada en frente del pebetero.
En un principio la llama fue alimentada con bombonas de propano, pero se llevó a cabo la instalación de gas para que esta arda de forma perenne.